# Sønder Lem Vig
Sønder Lem Vig är en sjö och tidigare fjordarm i Danmark. Den ligger i Region Mittjylland på gränsen mellan Skive kommun och Holstebro kommun, 250 km väster om Köpenhamn. Sjön ingår i Natura 2000 området  Sønder Lem Vig og Geddal Strandenge.